# Polnischer Fußballpokal 2018/19
Der Puchar Polski 2018/19 war die 65. Ausspielung des polnischen Pokalwettbewerbs. Er begann am 7. August 2018 mit den Vorrundenspielen und endete am 2. Mai 2019 mit dem Finale im PGE Narodowy in Warschau. Titelverteidiger war Legia Warschau.
Im Vergleich zur Vorsaison wurde das Format verändert, die Mannschaften auf den Plätzen 11 bis 18 der 2. Liga 2017/18 spielen in der Vorrunde um einen Platz in der 1. Runde, während die übrigen 60 Teams in der 1. Runde in den Wettbewerb einsteigen. Im Gegensatz zur Vorsaison werden alle Runden einzeln ausgelost.

## Spieltermine

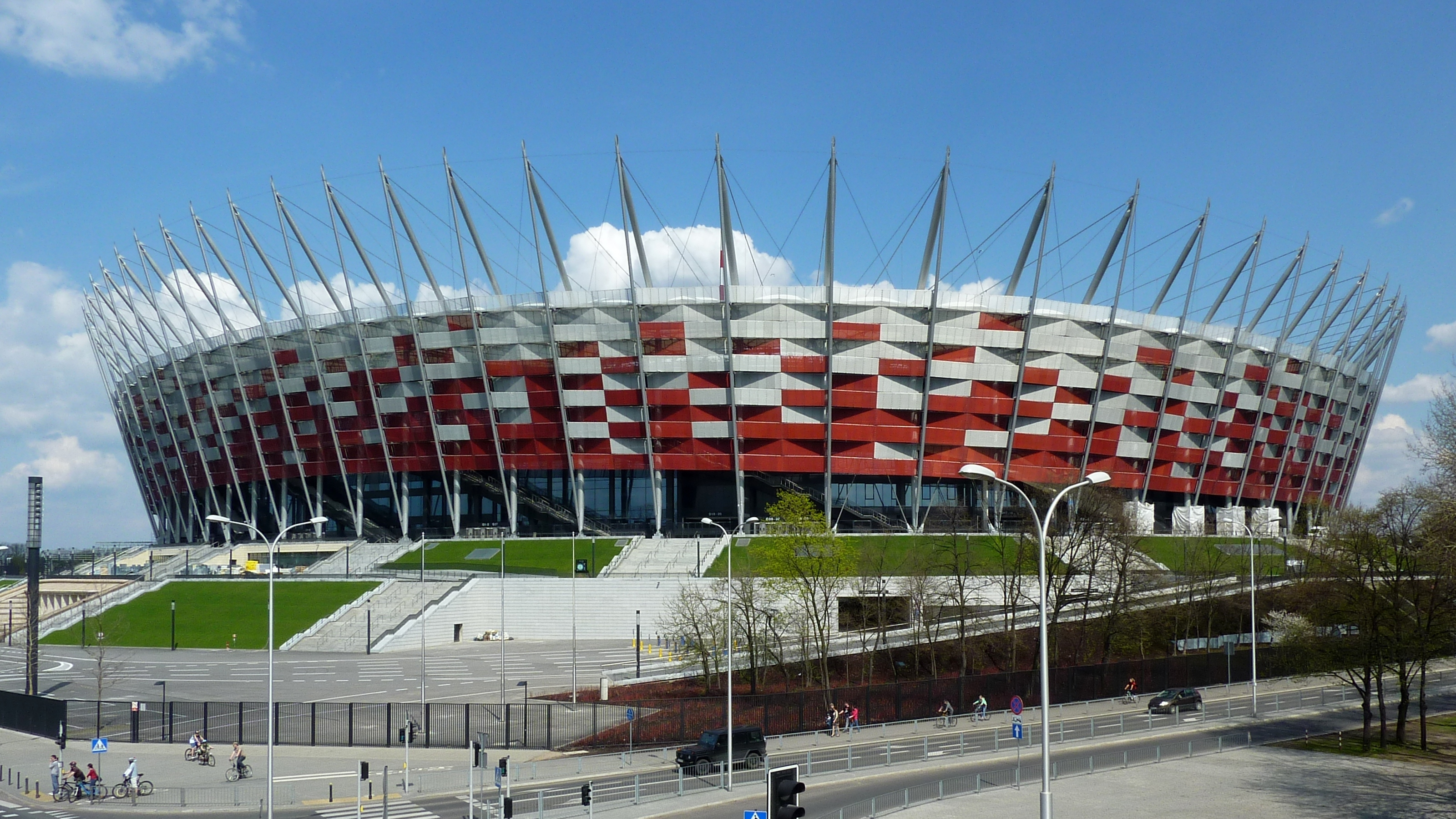
Das Stadion PGE Narodowy in Warschau, Austragungsort des Finales am 2. Mai 2019

| Runde         | Datum                                 |
| ------------- | ------------------------------------- |
| Vorrunde      | 7. und 8. August 2018                 |
| 1. Runde      | 25. September bis 3. Oktober 2018     |
| 2. Runde      | 30. Oktober bis 7. November 2018      |
| Achtelfinale  | 4. bis 6. Dezember 2018               |
| Viertelfinale | 26. Februar und 12. bis 14. März 2019 |
| Halbfinale    | 9. und 10. April 2019                 |
| Finale        | 2. Mai 2019                           |

## Teilnehmende Mannschaften
Für die Hauptrunde waren 68 Mannschaften qualifiziert:
| Teilnahme ab 1. Runde | Teilnahme ab 1. Runde | Teilnahme ab 1. Runde | Teilnahme ab Vorrunde | Teilnahme ab 1. Runde |
| Ekstraklasa 2017/18 16 Vereine | 1. Liga 2017/18 18 Vereine | 2. Liga 2017/18 10 Vereine (Platz 1 – 10) | 2. Liga 2017/18 8 Vereine (Platz 11 – 18)                                                                                              | 16 regionale Pokalsieger der Woiwodschaften der Saison 2017/18 |
| Legia Warschau (TV) Jagiellonia Białystok Górnik Zabrze Lech Posen Wisła Płock Wisła Krakau Zagłębie Lubin Korona Kielce KS Cracovia Śląsk Wrocław Pogoń Stettin Arka Gdynia Lechia Gdańsk Piast Gliwice Bruk-Bet Termalica Nieciecza Sandecja Nowy Sącz | Miedź Legnica Zagłębie Sosnowiec Chojniczanka Chojnice GKS Tychy GKS Katowice Wigry Suwałki Raków Częstochowa Stal Mielec Podbeskidzie Bielsko-Biała Chrobry Głogów Odra Opole Puszcza Niepołomice Bytovia Bytów Stomil Olsztyn Pogoń Siedlce Górnik Łęczna Olimpia Grudziądz Ruch Chorzów | GKS 1962 Jastrzębie ŁKS Łódź Warta Poznań Garbarnia Kraków Radomiak Radom Olimpia Elbląg Siarka Tarnobrzeg GKS Bełchatów Gryf Wejherowo Rozwój Katowice | Stal Stalowa Wola KS ROW 1964 Rybnik Znicz Pruszków Błękitni Stargard MKS Kluczbork Wisła Puławy Gwardia Koszalin Legionovia Legionowo | Huragan Morąg (WN) Polonia Środa Wielkopolska (WP) Wisła Sandomierz (SK) CWKS Resovia (PK) GKS Drwinia (MA) Elana Toruń (KP) Falubaz Zielona Góra (LB) Unia Hrubieszów (LU) KS Paradyż (LD) Victoria Sulejówek (MZ) Lechia Dzierżoniów (DS) Polonia Głubczyce (OP) Tur Bielsk Podlaski (PD) KP Starogard Gdański (PM) Śląsk Świętochłowice (SL) Bałtyk Koszalin (ZP) |

## Vorrunde
Die Spiele der Vorrunde fanden am 7. und 8. August 2018 mit den Mannschaften auf den Plätzen 11 bis 18 der 2. Liga 2017/18 statt.
|                    | Ergebnis            |                      |
| 7. August 2018     | 7. August 2018      | 7. August 2018       |
| ------------------ | ------------------- | -------------------- |
| Stal Stalowa Wola  | 2:3                 | Legionovia Legionowo |
| 8. August 2018     |                     |                      |
| KS ROW 1964 Rybnik | 1:1 n. V. 5:4 i. E. | Gwardia Koszalin     |
| Znicz Pruszków     | 1:2                 | Wisła Puławy         |
| Błękitni Stargard  | 1:2                 | MKS Kluczbork        |

## 1. Runde
Die Spiele der 1. Runde fanden am 25., 26., und 27. September sowie am 2. und 3. Oktober 2018 statt. Es nehmen die Gewinner der Vorrundenspiele teil. Hinzu kommen alle anderen Mannschaften, die 16 Vereine der Ekstraklasa, die 18 Vereine der 1. Liga, die Plätze 1 bis 10 der 2. Liga sowie die sechzehn regionalen Pokalsieger der Woiwodschaften.
|                            | Ergebnis            |                              |
| 25. September 2018         | 25. September 2018  | 25. September 2018           |
| -------------------------- | ------------------- | ---------------------------- |
| ŁKS Łódź                   | 0:1 n. V.           | Lech Posen                   |
| Chojniczanka Chojnice      | 0:1                 | Legia Warschau               |
| Ruch Chorzów               | 1:5                 | Odra Opole                   |
| Pogoń Siedlce              | 2:1                 | FKS Stal Mielec              |
| Polonia Głubczyce          | 0:8                 | Chrobry Głogów               |
| Wisła Krakau               | 1:1 n. V. 4:5 i. E. | Lechia Gdańsk                |
| Siarka Tarnobrzeg          | 1:4                 | Wisła Płock                  |
| Śląsk Świętochłowice       | 0:3                 | Arka Gdynia                  |
| Gryf Wejherowo             | 1:3                 | OKS Stomil Olsztyn           |
| 26. September 2018         |                     |                              |
| Lechia Dzierżoniów         | 0:1                 | Jagiellonia Białystok        |
| Olimpia Elbląg             | 0:3                 | Śląsk Wrocław                |
| GKS Drwinia                | 0:1                 | Wisła Puławy                 |
| Polonia Środa Wielkopolska | 4:3                 | Radomiak Radom               |
| Tur Bielsk Podlaski        | 1:4                 | Bruk-Bet Termalica Nieciecza |
| GKS 1962 Jastrzębie        | 1:2                 | Piast Gliwice                |
| MKS Kluczbork              | 0:2                 | Podbeskidzie Bielsko-Biała   |
| KS ROW 1964 Rybnik         | 1:3                 | KS Cracovia                  |
| GKS Katowice               | 1:1 n. V. 4:3 i. E. | Pogoń Stettin                |
| KS Paradyż                 | 0:7                 | Puszcza Niepołomice          |
| KP Starogard Gdański       | 1:0                 | Górnik Łęczna                |
| Falubaz Zielona Góra       | 0:1                 | Wigry Suwałki                |
| CWKS Resovia               | 2:0                 | Warta Poznań                 |
| Sandecja Nowy Sącz         | 0:3                 | Miedź Legnica                |
| Bałtyk Koszalin            | 1:3 n. V.           | Rozwój Katowice              |
| Huragan Morąg              | 3:2                 | Zagłębie Lubin               |
| Legionovia Legionowo       | 2:1                 | GKS Tychy                    |
| GKS Bełchatów              | 1:1 n. V. 6:5 i. E. | Garbarnia Kraków             |
| Elana Toruń                | 1:3                 | Bytovia Bytów                |
| 27. September 2018         |                     |                              |
| Olimpia Grudziądz          | 0:0 n. V. 5:3 i. E. | Zagłębie Sosnowiec           |
| 2. Oktober 2018            |                     |                              |
| Unia Hrubieszów            | 0:9                 | Górnik Zabrze                |
| 3. Oktober 2018            |                     |                              |
| Victoria Sulejówek         | 0:4                 | Raków Częstochowa            |
| Wisła Sandomierz           | 3:2                 | Korona Kielce                |

## 2. Runde
|                              | Ergebnis            |                            |
| 30. Oktober 2018             | 30. Oktober 2018    | 30. Oktober 2018           |
| ---------------------------- | ------------------- | -------------------------- |
| Bytovia Bytów                | 0:3                 | Śląsk Wrocław              |
| Pogoń Siedlce                | 1:2                 | Chrobry Głogów             |
| Piast Gliwice                | 1:1 n. V. 1:3 i. E. | Legia Warschau             |
| Raków Częstochowa            | 1:0                 | Lech Posen                 |
| Huragan Morąg                | 0:1                 | Arka Gdynia                |
| 31. Oktober 2018             |                     |                            |
| GKS Katowice                 | 0:1 n. V.           | Jagiellonia Białystok      |
| GKS Bełchatów                | 0:1                 | Miedź Legnica              |
| Bruk-Bet Termalica Nieciecza | 2:0                 | KS Cracovia                |
| Legionovia Legionowo         | 0:1                 | Górnik Zabrze              |
| Wisła Sandomierz             | 3:2 n. V.           | Podbeskidzie Bielsko-Biała |
| Polonia Środa Wielkopolska   | 0:1                 | Odra Opole                 |
| Wisła Puławy                 | 0:1                 | Rozwój Katowice            |
| Olimpia Grudziądz            | 2:7                 | Wisła Płock                |
| 7. November 2018             |                     |                            |
| CWKS Resovia                 | 1:3                 | Lechia Gdańsk              |
| KP Starogard Gdański         | 1:3                 | Puszcza Niepołomice        |
| Wigry Suwałki                | 3:2                 | OKS Stomil Olsztyn         |

## Achtelfinale
|                              | Ergebnis         |                       |
| 4. Dezember 2018             | 4. Dezember 2018 | 4. Dezember 2018      |
| ---------------------------- | ---------------- | --------------------- |
| Puszcza Niepołomice          | 3:1              | Wisła Płock           |
| Śląsk Wrocław                | 0:1              | Miedź Legnica         |
| Arka Gdynia                  | 0:2              | Jagiellonia Białystok |
| 5. Dezember 2018             |                  |                       |
| Wisła Sandomierz             | 0:1              | Odra Opole            |
| Bruk-Bet Termalica Nieciecza | 1:3              | Lechia Gdańsk         |
| Chrobry Głogów               | 0:3              | Legia Warschau        |
| 6. Dezember 2018             |                  |                       |
| Rozwój Katowice              | 1:4 n. V.        | Górnik Zabrze         |
| Wigry Suwałki                | 0:3              | Raków Częstochowa     |

## Viertelfinale
|                     | Ergebnis         |                       |
| 26. Februar 2019    | 26. Februar 2019 | 26. Februar 2019      |
| ------------------- | ---------------- | --------------------- |
| Górnik Zabrze       | 1:2              | Lechia Gdańsk         |
| 12. März 2019       |                  |                       |
| Odra Opole          | 0:2              | Jagiellonia Białystok |
| 13. März 2019       |                  |                       |
| Raków Częstochowa   | 2:1 n. V.        | Legia Warschau        |
| 14. März 2019       |                  |                       |
| Puszcza Niepołomice | 0:1              | Miedź Legnica         |

## Halbfinale
|                       | Ergebnis      |               |
| 9. April 2019         | 9. April 2019 | 9. April 2019 |
| --------------------- | ------------- | ------------- |
| Jagiellonia Białystok | 2:1           | Miedź Legnica |
| 10. April 2019        |               |               |
| Raków Częstochowa     | 0:1           | Lechia Gdańsk |

## Finale
| Jagiellonia Białystok                      | Jagiellonia Białystok | Lechia Gdańsk | Lechia Gdańsk |
| ------------------------------------------ | --- | --- | ------------- |
| Jagiellonia Białystok                      | \| 2. Mai 2019 in Warschau (PGE Narodowy) \| \| Ergebnis: 0:1 (0:0) \| \| Zuschauer: 44.158 \| \| Schiedsrichter: Bartosz Frankowski (Toruń) \| | \| 2. Mai 2019 in Warschau (PGE Narodowy) \| \| Ergebnis: 0:1 (0:0) \| \| Zuschauer: 44.158 \| \| Schiedsrichter: Bartosz Frankowski (Toruń) \| | Lechia Gdańsk |
| Jagiellonia Białystok                      | Marián Kelemen – Böðvar Böðvarsson, Zoran Arsenic, Ivan Runje, Andrej Kadlec (90.+7' Jakub Wojcicki) – Marko Poletanović (90. Bartosz Kwiecień), Taras Romanchuk , Guilherme, Jesús Imaz, Arvydas Novikovas – Patryk Klimala Cheftrainer: Ireneusz Mamrot | Zlatan Alomerović – Filip Mladenović, Błażej Augustyn, Michał Nalepa, João Nunes – Daniel Łukasik (90.+1' Steven Vitória), Tomasz Makowski, Jarosław Kubicki, Lukáš Haraslín (90.+8' Patryk Lipski), Konrad Michalak (69. Artur Sobiech) – Flávio Paixão Cheftrainer: Piotr Stokowiec | Lechia Gdańsk |
| Jagiellonia Białystok                      | 0:1 Artur Sobiech (90.+6') | | Lechia Gdańsk |
| Jagiellonia Białystok                      | Zoran Arsenic (48.) | Blazej Augustyn (69.) | Lechia Gdańsk |
| 2. Mai 2019 in Warschau (PGE Narodowy)     | | |               |
| Ergebnis: 0:1 (0:0)                        | | |               |
| Zuschauer: 44.158                          | | |               |
| Schiedsrichter: Bartosz Frankowski (Toruń) | | |               |